# Ćintamani

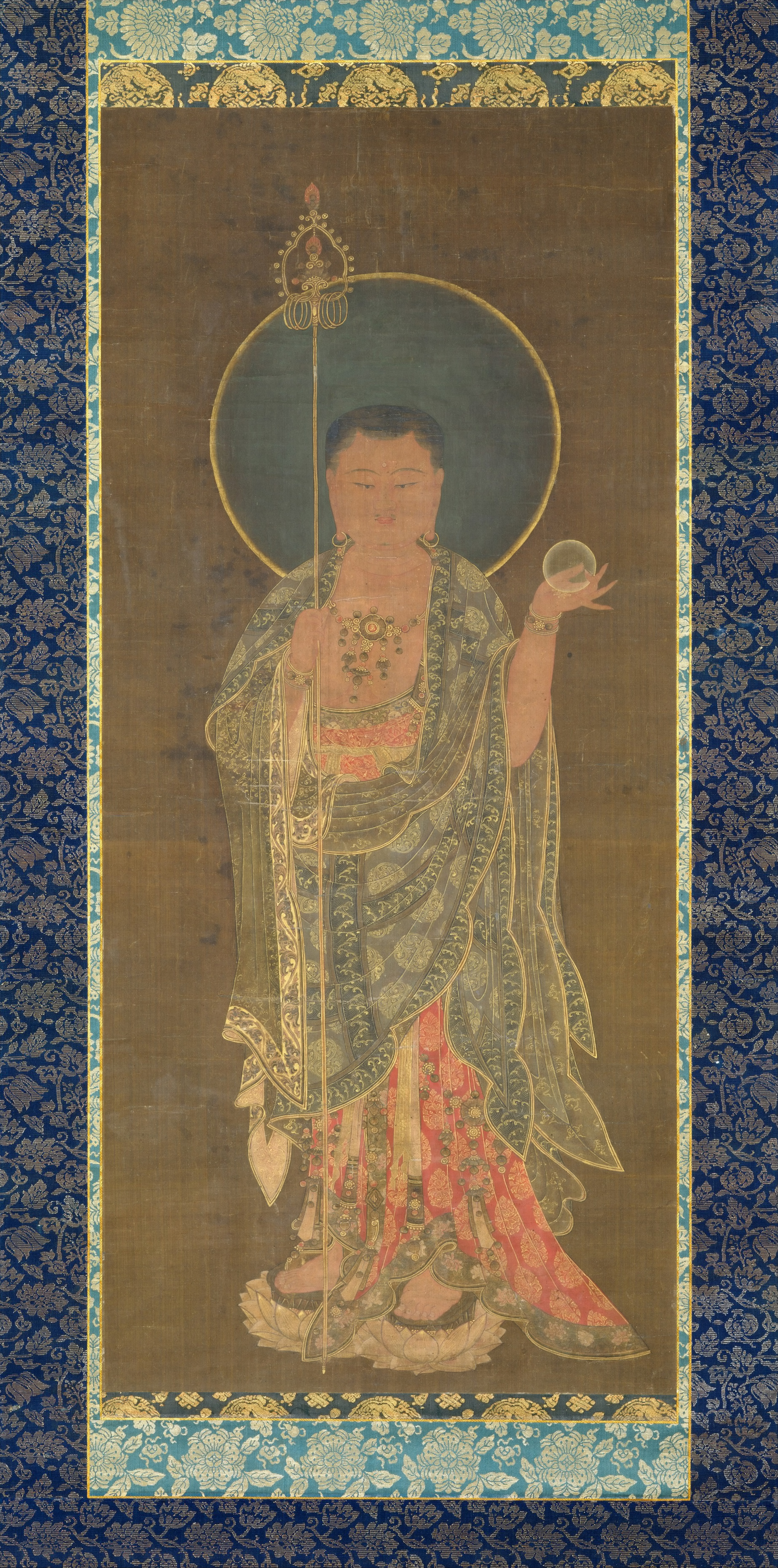
Kszitigarbha trzymający ćintamani

Ćintamani (sanskryt: चिन्तामणि cintāmaṇi, klejnot umysł, klejnot życzeń) – według buddyjskich i hinduistycznych legend, klejnot spełniający każde życzenie.

## Buddyzm
Symbol umysłu (cinta). Niekiedy ma formę liścia drzewa pipal lub jest przedstawiany otoczony płomieniami. Klejnoty te, lub wielkie perły jak twierdzą niektórzy, symbolizowały cudowną moc buddyzmu, a w zamierzchłej przeszłości należały do wielkiego smoka (w innych sutrach jest podane, że pochodziły z wiernego serca wielkiego ptaka Garudy lub z serca wielkiej ryby – makary).
Król Aśoka miał otrzymać w darze pięć takich klejnotów od lankijskiego króla. Aśoka jeden z klejnotów umieścił w stupie koło Lumbini, inny obok świętego drzewa Bodhi, trzeci w stupie stojącej w miejscu, gdzie Budda doznał oświecenia, czwarty w stupie w miejscu parinirwany Mistrza. Piąty miał dać jednej ze swych żon.
Ćintamani stanowią jeden z ważnych symboli w ikonografii buddyjskiej. Zazwyczaj przedstawiony bodhisattwa trzyma go w dłoni przed sobą. Nazwy w innych językach: język tybetański ཡིད་བཞིན་ནོརྦུ yid bzhin norbu; język chiński ruyizhu 如意珠 lub ruyibaozhu 如意寶珠; japoński nyoi-hōju lub nyoi-hōshu 如意宝珠.

## Hinduizm
Pochodzi z głębin Mlecznego Oceanu. Wydobyto go podczas procesu uzyskiwania amryty, amrytamanthany. Ma mieć postać diamentu.